# Japanische Badmintonmeisterschaft 1975
Die Japanische Badmintonmeisterschaft 1975 fand vom 10. bis zum 14. Dezember 1975 an mehreren Spielorten in Tokio statt. Es war die 29. Austragung der nationalen Titelkämpfe im Badminton in Japan. 

## Titelträger
| Disziplin    | Sieger                        |
| ------------ | ----------------------------- |
| Herreneinzel | Ippei Kojima                  |
| Dameneinzel  | Hiroe Yuki                    |
| Herrendoppel | Masao Tsuchida Yoshitaka Iino |
| Damendoppel  | Etsuko Takenaka Emiko Ueno    |
| Mixed        | Shigemitsu Imai Mika Ikeda    |